# Les Maîtres des brisants
Les Maîtres des brisants est une trilogie de science-fiction (space opera) et de fantastique écrite par Erik L'Homme.

## Univers
L'action se déroule dans le système de Drasill, seul système viable de la lointaine galaxie dévastée d'Eridan. Ce système stellaire de 21 planètes abrite deux puissances rivales:

### Empire Comtal de Nifhell
L'Empire Comtal de Nifhell, dont l'armoirie est la Licorne blanche dressée, est la puissance dominante du système, dirigée par les Généraux-Comtes du Conseil Impérial, et contrôle une douzaine de planètes, dont Planète Morte, emplacement stratégique majeur du système. Il dispose par ailleurs d'un ordre de devineresses, les Frä Daüda (les Filles de l'Eau), qui ont le pouvoir de prédire les différents avenirs possibles à travers la Source. Cet ordre est dirigé par la Doyenne Frä Ulfidas, Directrice de l'École des Frä Daüda et Conseillère auprès des Généraux-Comtes. Il ne dispose pas d'une flotte militaire permanente, en raison du farouche esprit d'indépendance qui anime les marins impériaux, et plus généralement la population. En cas de conflit, la flotte se compose uniquement de vaisseaux marchands volontaires, ces derniers étant cependant aussi bien armés et résistants que n'importe quel bâtiment de guerre. Il dispose par contre de troupes d'élite, les Emperogardes, chargée de la protection du Conseil. Le meilleur stratège impérial est le capitaine Vrânken de Xaintrailles du vaisseau Rongeur d'Os, surnommé "Chien-de-la-Lune", notamment en raison de son blason personnel, un chien montrant les crocs dans un croissant de lune.

### Khanat de Muspell
Le Khanat de Muspell, dont l'armoirie est l'Oiseau rouge, est l'autre puissance du système, contrôlant neuf planètes et dirigée par le Khan Alti Blodox, qui a gagné son titre au combat. Il dispose lui aussi d'un ordre de chamans, les Otchigins (Fils du Feu), capables de prédire les différents avenirs possibles au travers du Tengri. Cet ordre est dirigé par Xant, chaman personnel du Khan. Contrairement à l'Empire de Nifhell, le Khanat de Muspell dispose d'une flotte militaire permanente, et son meilleur stratège est l'Amirale Alyss, plus connue sous son surnom de "La Pieuvre", animal qui est son blason personnel.

### Chemins Blancs
Les Chemins Blancs sont une découverte relativement récente dans le système de Drasill, remontant à seulement 150 ans. Avant cette découverte, les vaisseaux spatiaux devaient se traîner de longs mois, voire de longues années, dans l'espace interplanétaire, surnommé "Les Brisants" en raison de son extrême dangerosité. Grâce à la maîtrise des propriétés énergétiques de la Planète Morte, il devint possible de créer des couloirs hyperspatiaux (surnommés les Chemins Blancs) capables de relier toutes les planètes du système Drasill en quelques heures, et donc de ne plus avoir à affronter les Brisants, ce qui fait du contrôle de la Planète Morte un enjeu stratégique majeur.

## Tomes
1. Chien-de-la-lune, 2004
2. Le Secret des abîmes, 2005
3. Seigneurs de guerre, 2009